# Municipio de Eldred (condado de Schuylkill)
El municipio de Eldred (en inglés: Eldred Township) es un municipio ubicado en el condado de Schuylkill en el estado estadounidense de Pensilvania. En el año 2000 tenía una población de 719 habitantes y una densidad poblacional de 12 personas por km².

## Geografía
El municipio de Eldred se encuentra ubicado en las coordenadas 40°45′01″N 76°24′59″O / 40.75028, -76.41639.

## Demografía
Según la Oficina del Censo en 2000 los ingresos medios por hogar en la localidad eran de $34,667 y los ingresos medios por familia eran $37,083. Los hombres tenían unos ingresos medios de $27,632 frente a los $20,962 para las mujeres. La renta per cápita para la localidad era de $16,743. Alrededor del 6,2% de la población estaban por debajo del umbral de pobreza.